# Max Schwabe (Politiker)

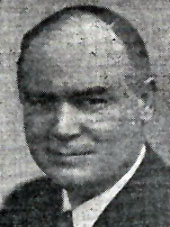
Max Schwabe

Max Schwabe (* 6. Dezember 1905 in Columbia, Missouri; † 31. Juli 1983 ebenda) war ein US-amerikanischer Politiker. Zwischen 1943 und 1949 vertrat er den Bundesstaat Missouri im US-Repräsentantenhaus.

## Werdegang
Max Schwabe war der jüngere Bruder des Kongressabgeordneten George B. Schwabe (1886–1952). Nach einem Studium an der University of Missouri in Columbia arbeitete er in der Versicherungsbranche und als Farmer. Gleichzeitig begann er als Mitglied der Republikanischen Partei eine politische Laufbahn.
Bei den Kongresswahlen des Jahres 1942 wurde Schwabe im zweiten Wahlbezirk von Missouri in das US-Repräsentantenhaus in Washington, D.C. gewählt, wo er am 3. Januar 1943 die Nachfolge des Demokraten William L. Nelson antrat. Nach zwei Wiederwahlen konnte er bis zum 3. Januar 1949 drei Legislaturperioden im Kongress absolvieren. Diese waren von den Ereignissen des Zweiten Weltkrieges und dessen unmittelbare Folgen geprägt. Im Jahr 1948 verlor Schwabe gegen Morgan M. Moulder.
Zwischen 1953 und 1961 leitete Schwabe die dem US-Landwirtschaftsministerium unterstehende Behörde Farmers Home Administration für den Staat Missouri. Danach zog er sich aus der Politik zurück. Max Schwabe starb am 31. Juli 1983 in seiner Heimatstadt Columbia, wo er auch beigesetzt wurde.